# Cançons de la repressió
Cançons de la repressió (originalment en anglès, Songs of Repression) és una pel·lícula documental del 2020 sobre la colònia alemanya Villa Baviera a Xile. La pel·lícula es va estrenar el 2020 al Festival Internacional de Cinema Documental de Copenhaguen, on va guanyar el premi Politiken:Danish:Dox i el premi CPH:DOX. S'ha doblat al català pel programa 60 minuts del canal 33, emès el 17 d'octubre de 2022. Anteriorment, s'havia subtitulat al català.